# Valdrade de Toscane
Valdrade de Toscane (?-997) est dogaresse de Venise par son mariage avec le doge Pietro IV Candiano.

## Biographie
Valdrade est la fille d'Hubert de Spolète et de Willa de Spolète, et la sœur d'Hugues de Toscane.
Son mariage avec Pietro IV Candiano est arrangé en 966 par son parent l'empereur Otton Ier après que le doge ait divorcé de sa première épouse, Giovanniccia Candiano. Elle apporte en dot des territoires des régions de Trévise, du Frioul et de Ferrare et une suite d'esclaves. Ils ont un fils, Pietro, et une fille, Marina, épouse du doge Tribuno Memmo puis nonne.
Le couple crée la coutume du Mundio, où le doge accorde la moitié de ses revenus à son épouse. Valdrade est impopulaire à Venise à cause de son arrogance, mais elle a de bonnes relations avec Pietro. En effet, elle soutient ses ambitions et renforce son statut en se comportant comme une reine, étant la première dogaresse à suivre un protocole cérémoniel royal. Elle introduit à Venise la tauromachie, qui devient très populaire. Sa suite d'esclaves suscite la controverse, mais lorsque son époux lui demande de les libérer, elle répond qu'elle est sujette de l'empereur, mais pas du doge. 
En 976, les Vénitiens se révoltent. Ils mettent le feu à la résidence du Doge et la famille s'enfuit. Valdrade supplie pour que l'on épargne la vie de son fils, mais il est lynché avec son époux. Elle est autorisée à partir avec sa fille, peut-être parce que Venise craint la vengeance de l'empereur s'il lui est fait du mal.
Elle se réfugie auprès de la cousine de sa mère, l'impératrice Adélaïde de Bourgogne, à Vérone. Elle exige que sa dot lui soit rendue et que Venise soit détruite par l'empereur pour la punir de sa rébellion. Après négociations, un accord est trouvé en ce qui concerne sa dot. Elle refuse de se soumettre à la tradition vénitienne en devenant religieuse, et s'installe à la cour de son frère en Toscane, où elle meurt en 997.